# 圣克鲁斯德莫亚
圣克鲁斯德莫亚，是西班牙卡斯蒂利亚-拉曼恰昆卡省的一个市镇。总面积111平方公里，总人口388人（2001年），人口密度3人/平方公里。